# 潞江 (廣西)
潞江是广西壮族自治区灵川县的河流，在三街镇注入漓江。落差699.6（2,295英尺）。該河流域面積為58.85平方公里。河道寬25米。清朝時潞江附近建有南堰、北堰。